# Deutsche Greifenwarte

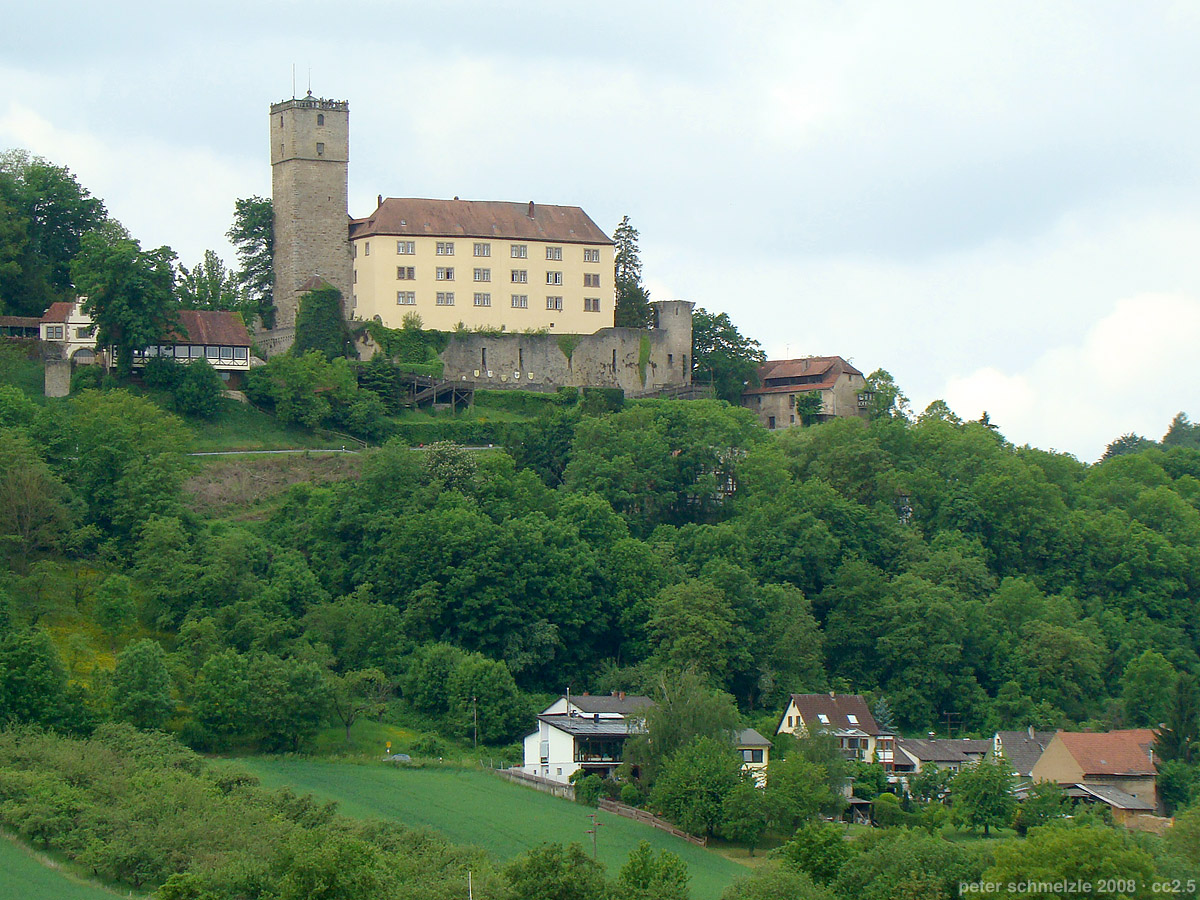
Burg Guttenberg

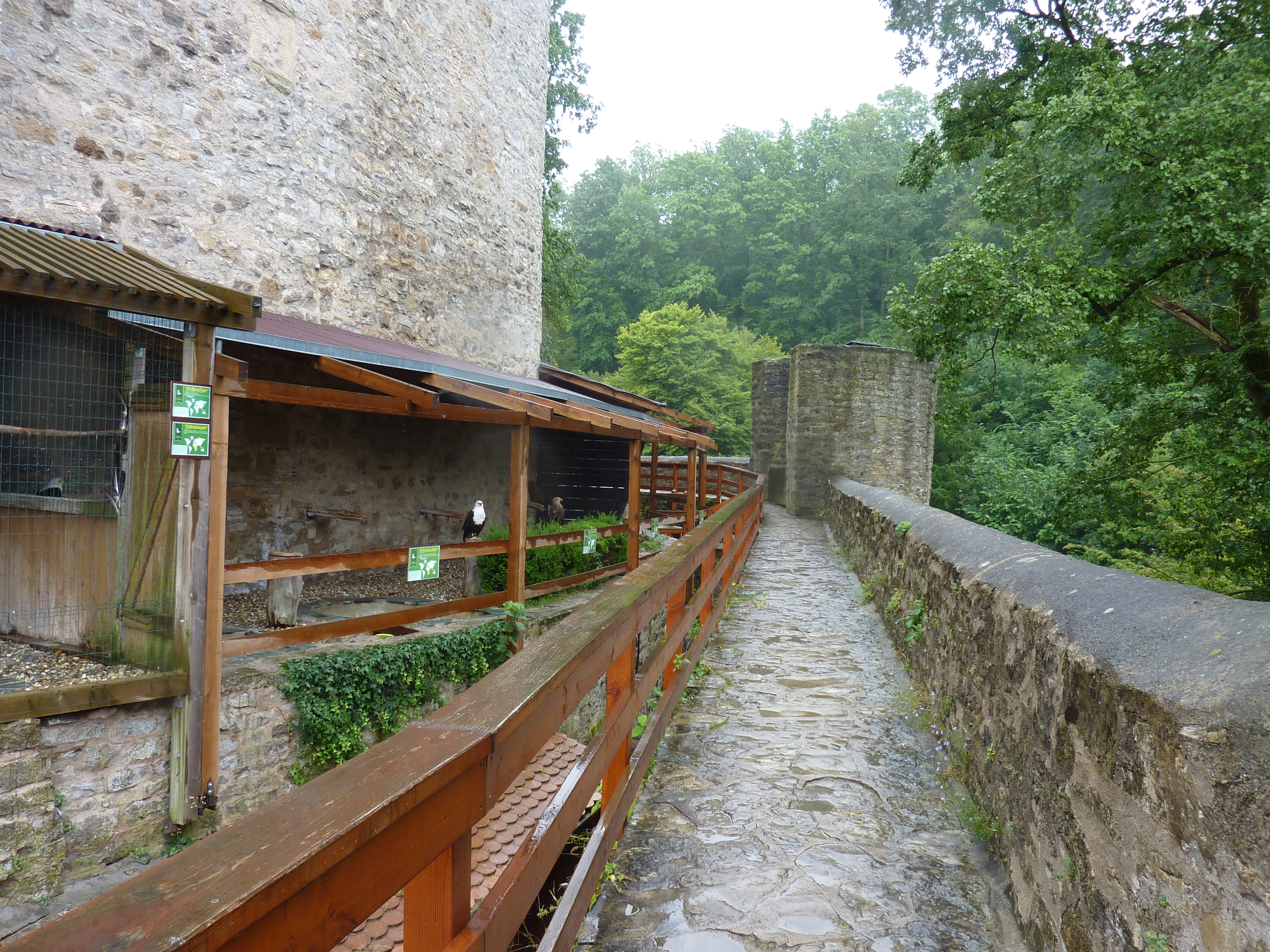
Volieren der Deutschen Greifenwarte

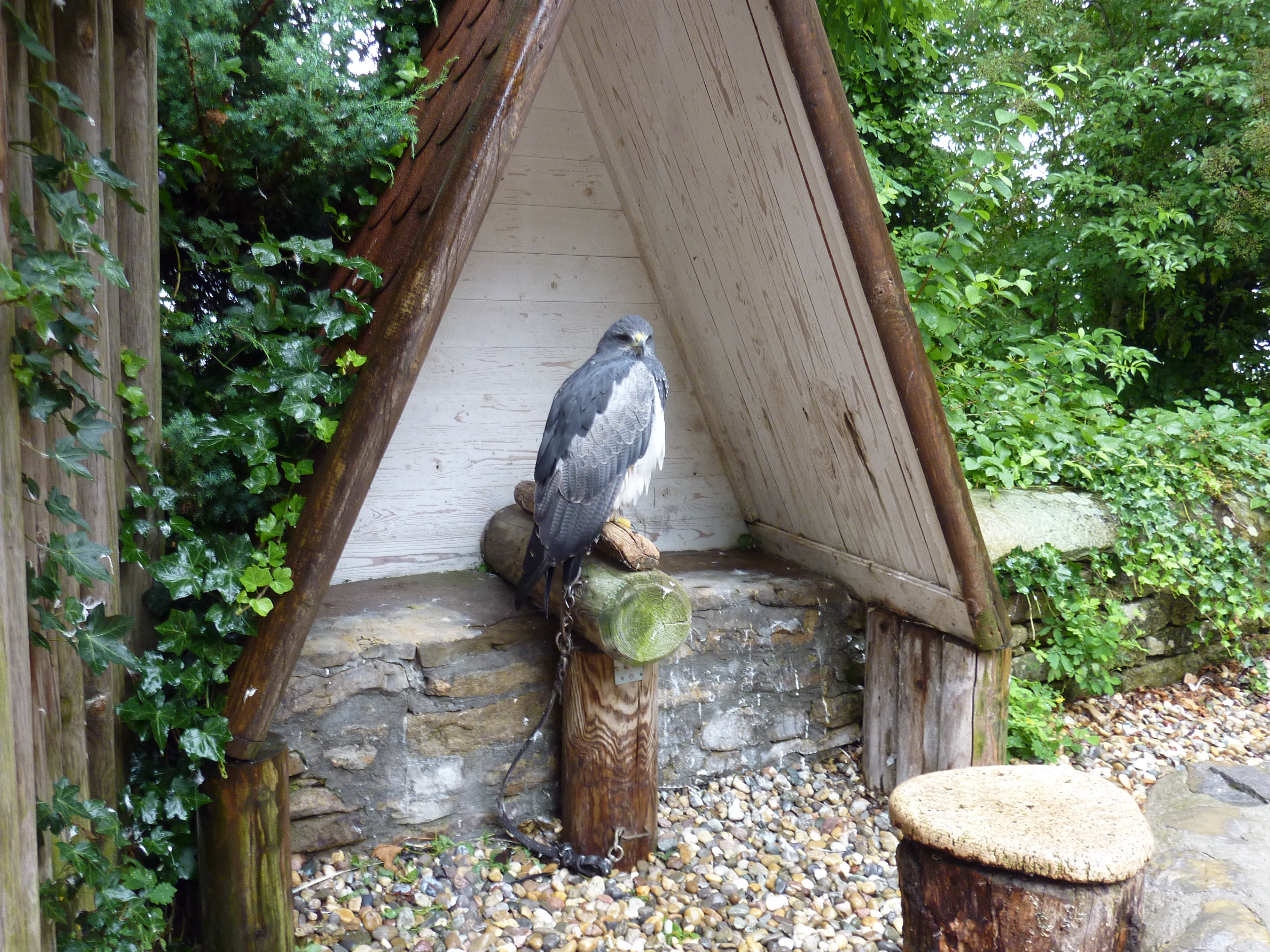
Augurbussard in Anbindehaltung

Die Deutsche Greifenwarte auf der Burg Guttenberg im Haßmersheimer Ortsteil Neckarmühlbach präsentiert Greifvögel in Volieren und bei Flugvorführungen und stellt einen touristischen Anziehungspunkt in ihrer Region dar.

## Greifenwarte
Die Deutsche Greifenwarte wurde von Claus Fentzloff 1961 als private Einrichtung gegründet. 2009 übernahm Torsten LeLeux die Leitung. Die Greifenwarte erhält von öffentlicher Seite zwar keine direkten Mittel zum Unterhalt, bekommt jedoch immer wieder Projektmittel und Ausnahmegenehmigungen von Artenschutzbestimmungen, wie sie sonst keinem privaten Träger zugestanden werden.
In Zusammenarbeit mit der Universität Heidelberg werden in der Greifenwarte Forschungen über Greifvögel angestellt. Dazu gehören insbesondere Untersuchungen zur Fortpflanzung, Aufzucht und zum Verhalten, die mit den fortschreitenden biologischen und chemischen Analyseverfahren immer wieder neue Erkenntnisse bringen. Zu diesem Zweck beherbergt die Greifenwarte nicht nur einheimische Greife, sondern auch Vertreter anderer Kontinente wie zum Beispiel die nordamerikanischen Adler.
Die Greifenwarte ist eine Pflegestation für verletzte Greifvögel. Sie werden hier gepflegt, damit sie nach Gesundung wieder in die Freiheit entlassen werden können. Daneben unterhält die Greifenwarte Projekte, in denen die Nachkommen der Zuchterfolge trainiert werden, um sie in ihren heimischen Gegenden auswildern zu können. Es wurden bisher mit 36 Greifvogelarten Zuchterfolge erzielt. 1975 startete erfolgreich die Auswilderung von insgesamt 37 Europäischen Seeadlern aus eigener Zucht in ehemaligen Brutgebieten. Seeadler wurden in Schleswig-Holstein, Irland, Frankreich, Schweden und Tschechien ausgewildert.

## Flugvorführungen
Bei Flugvorführungen werden die Adler, Eulen und Geier dazu animiert, dicht über den Köpfen der Zuschauer von der Hand eines Betreuers zum nächsten zu fliegen, der Futter in der Hand bereithält. Als Lockmittel werden in der Regel Eintagesküken verwendet – die Vorführenden erklären dies mit der industriellen Gewinnung von Hühnereiern, bei der von neu geschlüpften Küken nur die weiblichen Tiere gebraucht werden.
Neben den Flugvorführungen wird ein Rundgang entlang den Volieren und Unterständen der Greifenwarte angeboten. Dort sind auch kleinere Greifvögel wie Habichte und Bussarde zu sehen. Auf Schautafeln und in Vitrinen werden Informationen zu den Greifvögeln sowie zur Geschichte der Greifenwarte präsentiert.

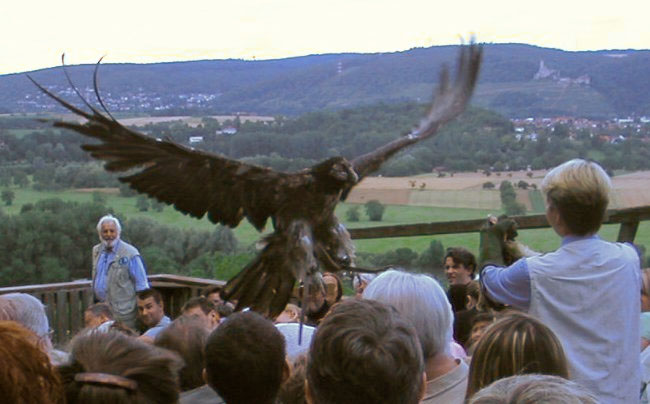
Heranflug eines Bartgeiers zwischen den Zuschauern bei der Flugvorführung
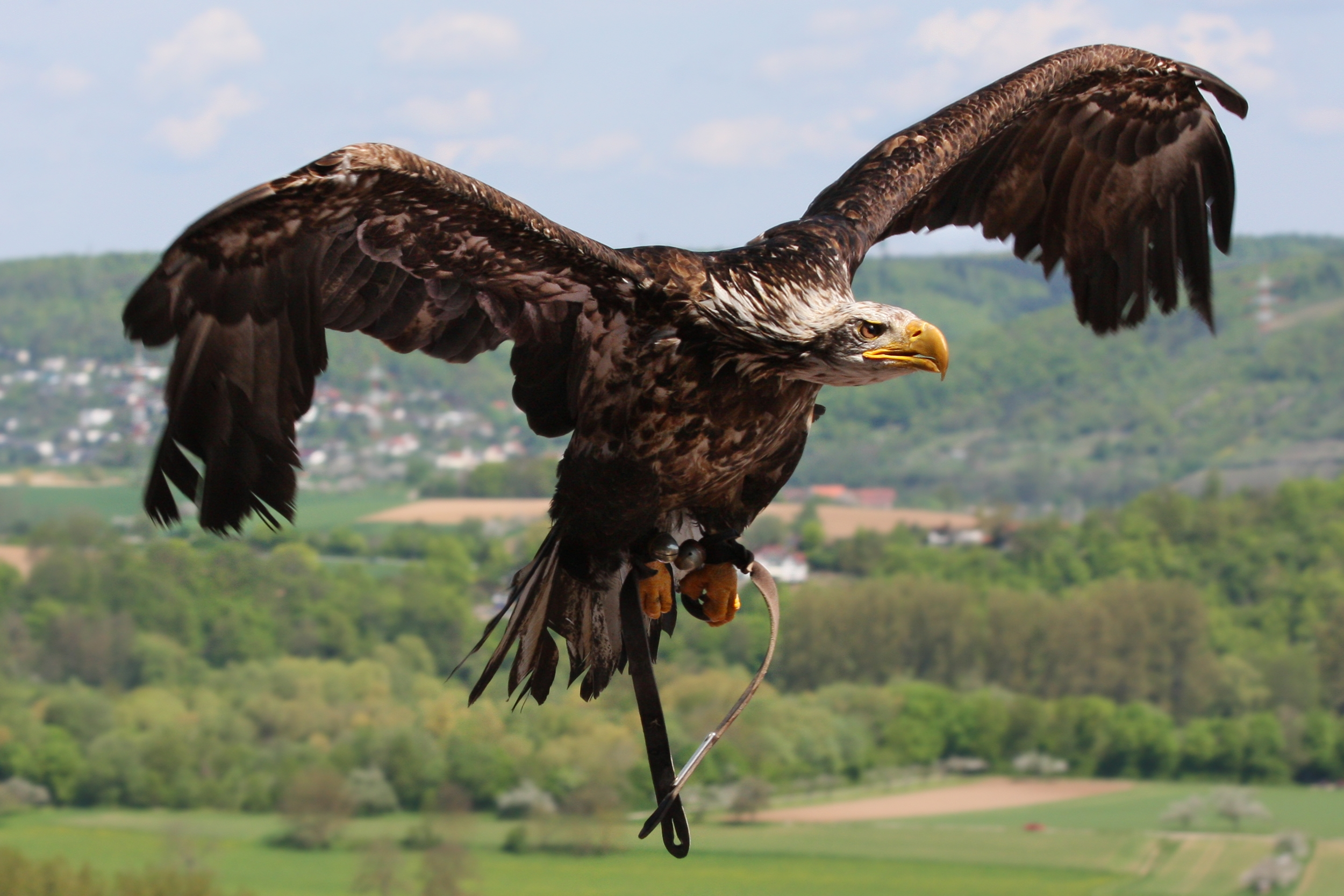
Weißkopfseeadler während der Flugvorführung
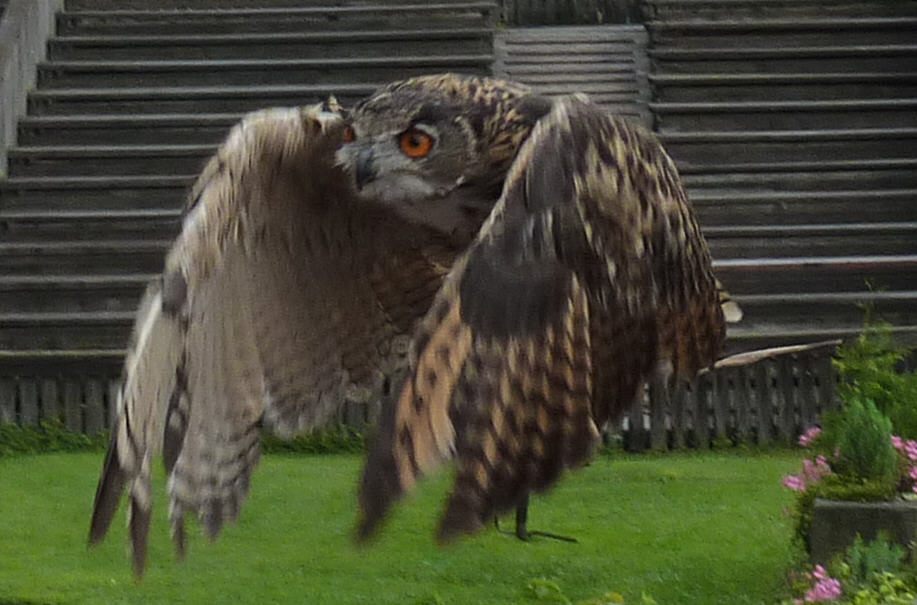
Fliegender Uhu
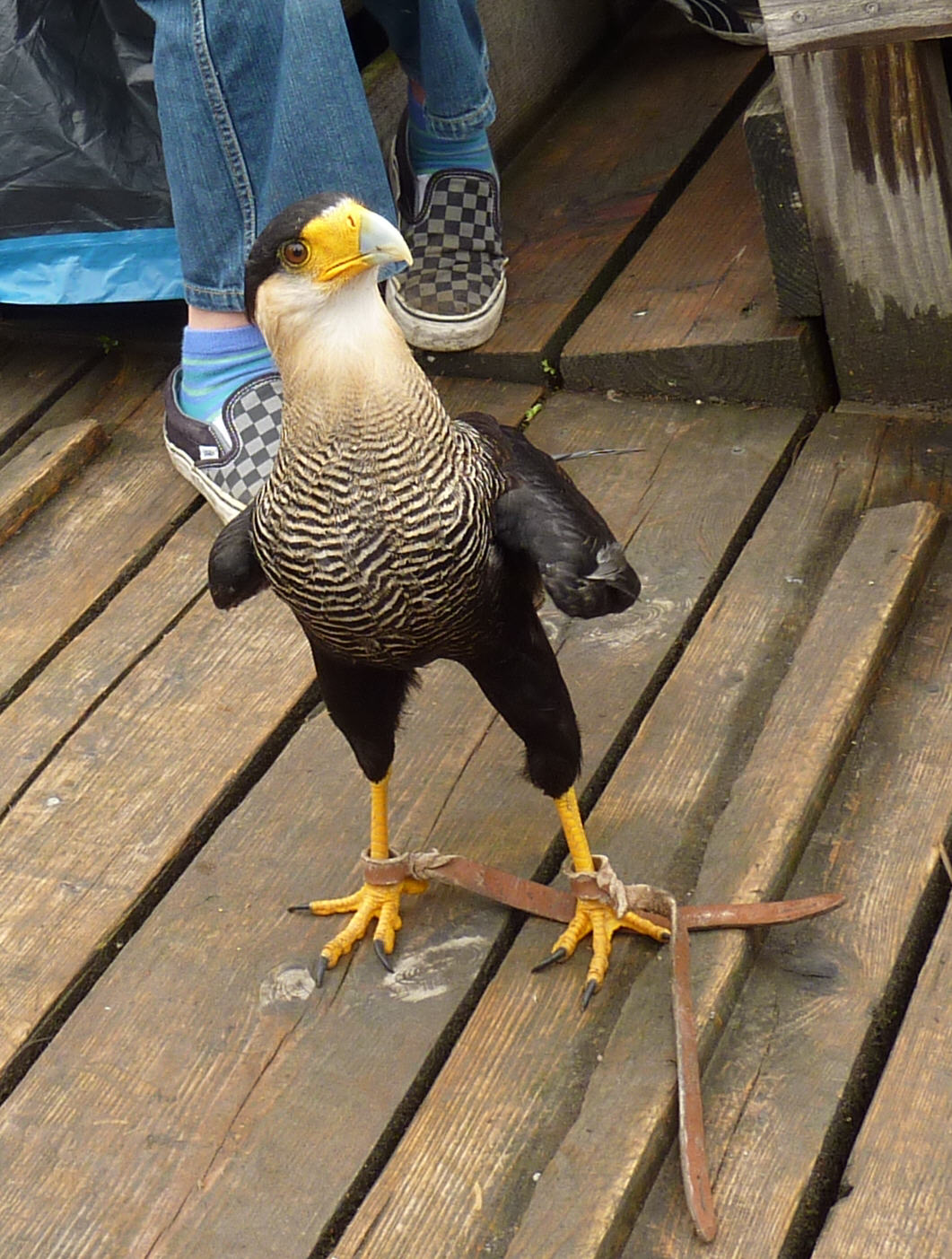
Ein Schopfkarakara zwischen den Zuschauerreihen